# Pripovedke za mladino (Franc Hubad)
Avtor zbirke Pripovedke za mladino je Franc Hubad.
Zbirka pravljic Pripovedke za mladino je napisal v treh zvezkih. Napisal jo je na podlagi ustnega sporočila.

## Analiza pravljice  - IVAN DURAK
- Književni čas:po smrti očeta treh sinov
- Književni prostor: vas in mesto
- Pripovedovalec: tretjeosebni
- Glavna oseba: Ivan Durak
- Stranske osebe: brata Ivana Duraka in njuni sprogi, Kralj in njegove hčerke
- Motivi pravljice: motiv enostarševske družine, motiv o manjvrednosti, motiv najmlajšega brata
- Slog:
  - Okrasni pridevki: zlati jelen, hčere Ljube, vešči belec, Jelen zlatorožec, Gospodar milostljivi ...
  - Pomajševalnice: bratca, Sivček, Rujavček, Ivan Duraček ...
  - Ljudska števila: trije sinovi in tri hčere, trije konji, dvanajst kron ...

#### Motivi v pravljici
V pravljici se pojavlja več motivov. Motiv enostarševske družine, saj je oče s tremi sinovi in kraj s tremi hčerami.
Motiv najmlajšega brata se pojavlja v pravljicah, tako da je najmlajši sin pripravljen pomagati, se ponižati, kot v tem primeru, ko je hodil na grob očeta. Na koncu je dobil kraljevo hčer, s katero se je tudi poročil. 
Motiv o manjvrednosti pa se ne nanaša na glavnega junaka, ampak na njegove brate, ki mu ne verjamejo in ga zaničujejo, da je on tisti, ki ju je pretepal. Ter na koncu je le zmagal in preskočil s konjev dvanajst kron, v zameno je dobil kraljevo hčer. Ko je zmagal, mu je na čelo udarila zvezdo. Ivan Durak uide, tako da ga ne prepoznajo. Kralj da poiskati človeka, ki ima to znamenje. Na koncu ga dobijo pri podložnikih. Za kar pa kralj ni zadovoljen. Saj je po kraljevem mnenju Ivan Durak manjvreden.

#### Motivsko-tematske povezave
Motivi se med seboj prepletajo, tako da je v eni zgodbi lahko tudi več motivov. Kn
- Obuti Maček (Brata Grimm): pojavijo se trije bratje, vendar le najmlajši sin dobi tega mačka, kot dediščino, s katero je razočaran, vendar je na koncu le on srečen.

- Kralj in njegovi trije sinovi

- Pepelka (Brata Grimm): tudi pepelka je manjvredna in je nikamor ne pustijo, ter ravno tako pusti svoj znak - izgubi čevelj, kot glavni junak - zvezda na čelu, ki mu jo je pritrdila hči kralja, ko je zmagal.

## Analiza pravljice  - Trije zlati lasi Deda sveveda
- Književni čas: po smrti oglarjeve žene in rojstvu Plavčka
- Književni prostor: vas in mesto
- Pripovedovalec: tretjeosebni
- Glavna oseba: oglarjev sin - Plavček
- Stranske osebe: ogljar in njegova žena, tri sojenice, kralj in njegova hči, ded-Vseved
- Motivi pravljice: motiv plavajočega otroka v košari, motiv enostarševske družine, motiv o manjvrednosti
- Slog:
  - Okrasni pridevki: trije zlati lasi, krasen mladenič, krasna hči, dobri popotnik, živa voda...
  - Pomajševalnice: Plavček, starček, Solnčice
  - Ljudska števila: trije zlati lasi, tri sojenice, tri vprašanja ...

#### Motivi v pravljici
V pravljici se pojavlja več motivov: 
Motiv plavajočega otroka v košari se nanaša na glavnega junaka, ki ga je služabnik rešil, ko ga je s koškom vrgel v vodo. Košek je priplaval do ribiča, ki je otroka rešil iz vode in ga nesel ženi, ki si je vedno želela sina.
Motiv enostarševske družine, saj ostane oče sam s sinom. 
Motiv o manjvrednosti se ne nanaša na glavnega junaka, ampak na kralja, ki ne želi, da bi se njegova hči poročila z ogljarjevim sinom, ki se mu zdi manjvreden.

#### Motivsko-tematkse povezave
- Dojenček v trsju = Mojzesovo rojstvo (Zgodba iz Svetega pisma): Faraon je iz strahu po prevladi ukazal utopiti v reki vsakega izraelskega novorojenčka moškega spola. Ena od družin je želela sinu rešiti življenje. Mati je otroka položila v košaro in jo dala v vodo. Košaro je našla Faraonova hči in otroka vzela za sina.